# 1962 год в изобразительном искусстве СССР
1962 год был отмечен рядом событий, оставивших заметный след в истории советского изобразительного искусства.

## События
- 1 декабря — Никита Хрущёв подверг резкой критике выставку в «Манеже», которую он посетил вместе с другим партийным руководством.
- В Москве прошёл II всесоюзный съезд художников СССР[1].
- Президентом Академии Художеств СССР избран Владимир Серов, возглавлявший Академию до 1968 года.
- Председателем Ленинградского отделения Союза художников РСФСР избран скульптор Михаил Аникушин, возглавлявший ЛОСХ РСФСР до 1972 года. В 1986 году он повторно избирался председателем правления ЛОСХ РСФСР, оставаясь в этой должности до 1990 года[2].
- В Русском музее открылась новая постоянная экспозиция советского искусства. В 12 залах было выставлено около 300 произведений живописи и скульптуры; было более полно представлено творчество художников-ленинградцев[3].

### Награды
- Ленинские премии за 1962 год в области литературы и искусства присуждены скульптору Льву Кербелю (за памятник Карлу Марксу в Москве) и художнику-графику Владимиру Фаворскому (за иллюстрации к произведениям русской классической литературы)[4].
- Золотой медали Академии художеств СССР за лучшие произведения, созданные в 1961 году, удостоен Сергей Герасимов (за серию можайских пейзажей). Серебряных медалей были удостоены Е. Е. Моисеенко (за картину «Красные пришли»), Э. К. Окас, Евгений Рачев (за иллюстрации к басням Ивана Крылова), Таир Салахов (за портрет композитора Кара Караева), А. В. Стошкус (за витраж «Мать земля»)[5].

### Выставки
- Выставки произведений советского изобразительного искусства открылась в Белграде (Югославия) и Будапеште (Венгрия).

#### Москва
- В центральном выставочном зале «Манеж» открылась выставка, приуроченная к 30-летию Московской организации Союза художников РСФСР. Экспонировалось более 2000 произведений живописи, скульптуры, графики, декоративно-прикладного искусства[6]. Посещение выставки партийным руководством во главе с Никитой Хрущёвым сопровождалось резкой критикой авангардистских работ, представленных в экспозиции.
- В Государственной Третьяковской галерее открылась выставка произведений Михаила Нестерова, приуроченная к 100-летию со дня рождения художника[6].
- В залах Музея изобразительных искусств имени А. С. Пушкина открылась выставка работ скульптура Ивана Шадра[6].
- В залах Академии художеств СССР открылась выставка Якова Ромаса[7].
- Состоялась посмертная выставка произведений графики Давида Дубинского (1920—1960). Были представлены иллюстрации к литературным произведениям А. Куприна («Поединок»), А. Чехова («Дом с мезонином»), В. Катаева («Белеет парус одинокий»), А. Фадеева («Разгром»), С. Антонова («Дожди»), А. Гайдара, И. Ильфа и Е. Петрова и других писателей[8][9].

#### Ленинград

Каталог Осенней выставки 1962 года

- В залах Ленинградского отделения Союза художников РСФСР прошли выставка графики Варвары Бубновой, на которой экспонировалось свыше 130 произведений, созданных художницей в 1930—1960-х годах[10]; выставка акварелей и рисунков Николая Кострова[11], а также выставка молодых ленинградских художников[12].
- В залах Государственного Русского музея открылась «Осенняя выставка произведений ленинградских художников 1962 года» с участием Ивана Абрамова, Петра Альберти, Евгении Антиповой, Таисии Афониной, Николая Бабасюка, Всеволода Баженова, Николая Баскакова, Якова Бесперстова, Георгия Бибикова, Ивана Варичева, Анатолия Васильева, Валерия Ватенина, Василия Викулова, Ростислава Вовкушевского, Эдварда Выржиковского, Николая Галахова, Якова Голубева, Владимира Горба, Михаила Грачёва, Кирилла Гущина, Александра Дашкевича, Марии Добриной, Алексея Еремина, Екатерины Ефимовой, Михаила Железнова, Вячеслава Загонека, Елены Ивановой-Эберлинг, Михаила Канеева, Генриха Кильпе, Марии Клещар-Самохваловой, Энгельса Козлова, Майи Копытцевой, Бориса Корнеева, Александра Коровякова, Елены Костенко, Бориса Котика, Ярослава Крестовского, Бориса Лавренко, Ивана Лавского, Валерии Лариной, Олега Ломакина, Ефима Ляцкого, Бориса Малуева, Гавриила Малыша, Никиты Медовикова, Лидии Миловой, Евсея Моисеенко, Николая Мухо, Петра Назарова, Веры Назиной, Михаила Натаревича, Дмитрия Обозненко, Владимира Овчинникова, Льва Овчинникова, Льва Орехова, Сергея Осипова, Пен Варлена, Всеволода Петрова-Маслакова, Михаила Платунова, Юрия Подляского, Николая Позднеева, Степана Привиденцева, Виктора Прошкина, Владимира Прошкина, Людмилы Рончевской, Галины Румянцевой, Николая Рутковского, Глеба Савинова, Александра Семёнова, Арсения Семёнова, Елены Скуинь, Александра Столбова, Александра Татаренко, Георгия Татарникова, Виктора Тетерина, Николая Тимкова, Михаила Труфанова, Юрия Тулина, Дмитрия Филиппова, Владимира Френца, Надежды Штейнмиллер и других ленинградских художников.[13]

## Деятели искусства

### Родились
- 21 февраля — Юлия Долгорукова, живописец и дизайнер.

### Скончались
- 17 августа — Михаил Черемных, график, народный художник РСФСР, лауреат Сталинской премии (род. в 1890).
- 17 октября — Наталья Гончарова, художница-авангардистка и сценограф, с 1915 года жившая во Франции (род. в 1881).
- 24 октября — Николай Дормидонтов, живописец и график (род. в 1898).
- 19 декабря — Георгий Верейский, живописец, график и педагог, народный художник РСФСР, лауреат Сталинской премии (род. в 1886).